# Кетерихен
Кетерихен (њем. Kötterichen) општина је у њемачкој савезној држави Рајна-Палатинат. Једно је од 109 општинских средишта округа Вулканајфел. Према процјени из 2010. у општини је живјело 114 становника. Посједује регионалну шифру (AGS) 7233221.

## Географски и демографски подаци
Кетерихен се налази у савезној држави Рајна-Палатинат у округу Вулканајфел. Општина се налази на надморској висини од 500 метара. Површина општине износи 1,3 km². У самом мјесту је, према процјени из 2010. године, живјело 114 становника. Просјечна густина становништва износи 87 становника/km².